# Tasarte
Tasarte es una localidad española del municipio de La Aldea de San Nicolás, en la isla de Gran Canaria, comunidad autónoma de Canarias. Toma su nombre del barranco donde se sitúa. En la desembocadura de dicho barranco se encuentra la playa homónima.

## Etimología
Tazarte fue un guayre (consejero de guerra) del guanartemato de Telde. Fue consejero de Bentejuí, el hijo de Bentago  guanarteme (rey) de Telde. Fue defensor de la isla contra la conquista de castellana, participando en la batalla de Arguineguín, dada el 24 de agosto de 1479, significándose por su valor en la defensa de Artenara y Ajódar. Se arrojó del risco de Tirma al conocer la traición y rendición ante los conquistadores.

## Geografía
Se localiza al suroeste de Gran Canaria, a 9 km del centro de La Aldea de San Nicolás, municipio al cual pertenece, y a 11 km del pueblo turístico de Mogán. Está enclavado en el barranco del mismo nombre ocupando toda su extensión, consta de un núcleo principal denominado "El Palillo" y varios caseríos : Los Llanetes, El Canónigo, Llanillo del Trigo, La Montañeta, el Manantial, La Posteragua, Pino Cortado, Tabaibales, El Lomito, las Casillas, La Playa, etc., los cuales están dispersos a ambas márgenes hasta su desembocadura.
La cuenca del barranco está dentro del llamado "Macizo del Suroeste" tres de cuyas cordilleras lo configuran. Por el noreste el macizo de Inagua-Ojeda forma la cabecera del barranco y completa un ecosistema típico de las zonas de altura media, con varias especies protegidas tanto animales como vegetales, destacando entre los primeros el pico picapinos y el pinzón azul y entre las plantas el pino canario con una importante población.
Por el margen oeste se enlazan varias cordilleras que separan este barranco con los de Tasartico, Las Aneas y Los Vallecillos y en las que destaca la Montaña de Las Loas (conocida erróneamente como Montaña de Aslobas y otras variantes), montaña de gran interés geológico por su forma piramidal casi perfecta. Por el estesureste se extienden los macizos que limitan con los barrancos de Veneguera y Los Secos, destacando en ellos el Alto de Los Molinos, donde se localiza el antiquísimo volcán del mismo nombre.

## Economía
En la actualidad sus habitantes, de los que muchos han tenido que emigrar a otros municipios en busca de trabajo, se dedican a la agricultura contando con una cooperativa de agricultores, Agrícola de Tasarte Coparlita SCL., donde se empaquetan los productos recogidos en las fincas del mismo barrio, tales como tomates, sandías, papayas, aguacates, mangos, plátanos, etc.
La ganadería sigue siendo importante en la economía del barrio con algunos ganados de cabras y ovejas que se dedican a la venta de leche y queso por medio de pequeñas empresas familiares.
También el turismo se está abriendo paso ya que hay varias casas rurales, dos bares en el Palillo y un restaurante de prestigio en la playa, en dicha playa suelen fondear yates cuyos propietarios disfrutan de la tranquilidad y sus transparentes aguas.

## Servicios
Colegio de educación infantil y primaria (CEIP Tasarte), iglesia, servicio médico martes y jueves, un botiquín de farmacia.
El barrio también dispone de un servicio público de transporte, que le comunica con los pueblos de La Aldea de San Nicolás y Mogán, gracias a las líneas 38 y 86 de Global.

## Fiestas
Se celebra en honor de San Juan Bautista, patrón del barrio, el 24 de junio, con una gran romería y actos típicos y religiosos, también se celebra en la playa las fiestas en honor a la Virgen del Carmen, patrona de los marineros, el 16 de julio.